# Ping Pong (album)
Pour les articles homonymes, voir Ping-pong (homonymie).
Ping Pong est un maxi du groupe anglais Stereolab, sorti en 1994.
Trois éditions limitées sont sorties en disque vinyle de 7 pouces : 3 322 exemplaires en vinyle vert, 2 145 en noir et 2 145 en rose. Ces derniers furent principalement vendus aux États-Unis lors de la participation du groupe au festival de Lollapalooza.
Ping Pong est arrivé en 45e position l'UK Singles Chart et s'est maintenu deux semaines dans le classement.

## Liste des titres
1. Ping Pong – 3:02
2. Moogie Wonderland – 3:35
3. Pain et Spectacles – 3:30
4. Transona Five [live] – 5:42